# Futabasha
Futabasha Publishers Ltd. (яп. 株式会社双葉社, латиніз.: Kabushiki Gaisha Futabasha) — японська видавнича компанія з головним офісом у Хігашігокенчо, Шінджюку, Токіо, Японія.

## Список журналів, виданих Futabasha
| Назва журналу                                         | Тематика                                | Частота       | Дата публікації                      | Перше видання     |
| ----------------------------------------------------- | --------------------------------------- | ------------- | ------------------------------------ | ----------------- |
| &home                                                 | Інтер'єр будинку                        | Квартальний   | Січень, квітень, липень, жовтень     | 15 квітня 2004    |
| Action Pizazz (яп. アクション ピザッツ)               | Сейнен-манґа                            | щомісячний    | 21 число                             |                   |
| Comic High! (яп. コミックハイ！)                      | Сейнен манґа                            | щомісячний    | 22 число                             | 2 березня 2004    |
| JILLE                                                 | Мода                                    | щомісячний    | 12 число                             | листопад 2001     |
| EX Taishū (яп. EX大衆)                                | Чоловічий журнал                        | щомісячний    | 15 число                             | липень 2005       |
| Jour Suteki na Shufu tachi (яп. JOURすてきな主婦たち) | Джьосей манґа                           | щомісячний    | Другий місяць                        | квітень 2004      |
| Monthly Manga Town (яп. 月刊まんがタウン)             | Сейнен-манґа (4кома-манґа)              | щомісячний    | 5 число                              | 5 листопада 2000  |
| Men's YOUNG (яп. メンズヤング)                        | Сейнен манґа                            | щомісячний    | 30 число                             | травень 1989      |
| Pachinko Kōryaku Magazine (яп. パチンコ攻略マガジン)  | Патінко (Чоловічий)                     | Щодвамісячний | 2 і 4 четвер                         | квітень 1989      |
| Pachisuro Kōryaku Magazine (яп. パチスロ攻略マガジン) | Автомати для азартних ігор (Чоловічий)  | щомісячний    | 7 число                              | вересень 1993     |
| Photokon Life (яп. フォトコンライフ)                  | Фотографія                              | Квартальний   | Березень, червень, вересень, грудень |                   |
| Shōsetsu Suiri (яп. 小説推理)                         | Літературний журнал (публікував новели) | щомісячний    | 27 число                             |                   |
| Weekly Taishū (яп. 週刊大衆)                          | Чоловічий журнал                        | Щорічний      | понеділок                            |                   |
| Soccer Hihyō (яп. サッカー批評)                       | Футбол                                  | Квартальний   | Березень, червень, вересень, грудень |                   |
| Manga Action (яп. 漫画アクション)                     | Сейнен манґа                            | Половомісячно | 1 і 3 вівторок                       | 7 липня 1967 року |
| Crossword Day (яп. クロスワードDay)                   | Кружові головоломки                     | Щодвамісячний | Другий місяць                        |                   |
| Figue Beauty                                          | Журнал краси                            | Нерегулярний  |                                      | 2013              |

- Bravo Ski
- Comic Seed!
- Futabasha Web Magazine
- Manga Action ZERO
- Tōji Rō
- Getter Robot Saga
- Monthly Action (вже не видається)

## Манґа
- 4koma Manga Kingdom
- Bar Lemon Heart
- Crayon Shin-chan
- Crime and Punishment: A Falsified Romance
- Kodomo no Jikan
- Koizora
- Lupin III
- Lone Wolf and Cub
- My Brother's Husband
- Old Boy
- Oruchuban Ebichu
- Our Colors
- Tsugumomo
- Orange